# سياسة التأشيرات في الهند

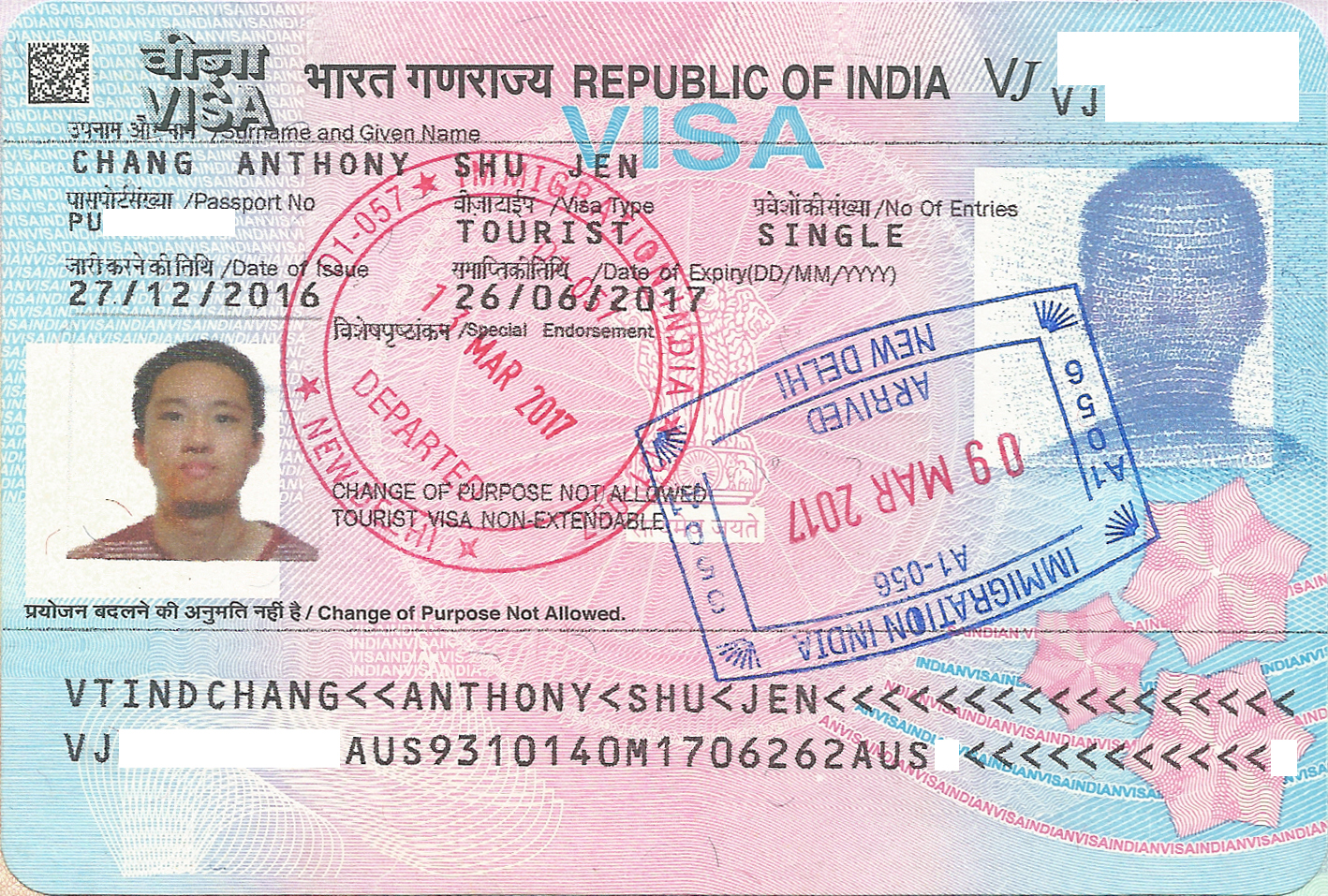
تأشيرة سياحية هندية صادرة في أستراليا مع أختام دخول وخروج هندية.

يجب على زوار الهند الحصول على تأشيرة ما لم يأتوا من إحدى الدول المعفاة من التأشيرة. يمكن لمواطني دول معينة الحصول على تأشيرة عند الوصول أو تأشيرة إلكترونية عبر الإنترنت ، بينما يجب على الآخرين الحصول على تأشيرة من بعثة دبلوماسية هندية .

## خريطة سياسات التأشيرة

سياسة التأشيرات في الهند
الهند
حرية التنقل والحركة
تأشيرة مجانية (90 يوماً)
تأشيرة عند الوصول (60 يوماً)
تأشيرة إلكرتونية (30 أو 60 أو 90 أو 180 يوماً)
تأشيرة مطلوبة
يلزم الحصول على تصريح حكومي

## حرية التنقل
لا يحتاج مواطنو البلدان التالية إلى تأشيرات أو جوازات سفر لدخول الهند (ما لم يصلوا من الصين أو هونج كونج أو ماكاو أو جزر المالديف أو باكستان) ويمكنهم العيش والعمل في الدولة دون أي قيود للإقامة.
| - بوتان - نيبال |

### مواطني الهند في الخارج والأشخاص من أصل هندي
يُعفى الرعايا الأجانب الذين يمتلكون بطاقة مواطن هندي في الخارج أو بطاقة أشخاص من أصل هندي من متطلبات التأشيرة ويمكنهم العيش والعمل في الهند دون أي حد للإقامة. لا يحق لمواطني بنغلاديش وباكستان الحصول على الجنسية الهندية في الخارج.

## الدخول بدون تأشيرة
منذ مارس 1979، أصبح رعايا  المالديف لا يحتاجون إلى تأشيرات لدخول الهند للإقامة لمدة تصل إلى 90 يوماً (ما لم يصلوا من بر الصين الرئيسي).

## تاشيرة الدخول عند الوصول
يجوز لمواطني البلدان التالية الذين يحملون جوازات سفر عادية التقدم للحصول على تأشيرة عند الوصول (VOA) في بعض المطارات:
| - اليابان - كوريا الجنوبية - الإمارات العربية المتحدة |

| المطارات                   |                                |
| - بنغالورو - تشيناي - دلهي | - حيدر أباد - كولكاتا - مومباي |

يتم إصدار التأشيرة عند الوصول للزوار لأغراض العمل أو السياحة أو الخدمات الطبية أو المؤتمرات، وذلك للإقامة لمدة تصل إلى 60 يوماً، بتكلفة قدرها 2000 روبية هندية. أما الزوار غير المؤهلين للحصول على هذه التأشيرة إذا كانوا قد ولدوا أو أي من والديهم أو أجدادهم في باكستان أو أقاموا فيها بشكل دائم، وفي هذه الحالة يمكنهم فقط التقدم للحصول على تأشيرة في مركز دبلوماسي هندي. يمكن استخدام مرفق VOA لمدة تصل إلى مرتين في السنة التقويمية. بدلاً من ذلك، يمكن للمواطنين الأجانب المؤهلين للحصول على VOA التقدم بطلب للحصول على تأشيرة إلكترونية بدلاً من ذلك إذا كانوا يعتزمون دخول البلاد من خلال مطار أو ميناء بحري غير مشمول بنظام VOA.

## التأشيرة الإلكترونية
يجوز لمواطني البلدان والأقاليم التالية الذين يحملون جوازات سفر عادية التقدم للحصول على تأشيرة إلكترونية (تأشيرة إلكترونية) عبر الإنترنت:
| - جميع مواطني الاتحاد الأوروبي | | | |
| - أفغانستان - ألبانيا - أندورا - أنغولا - أنتيغوا وباربودا - الأرجنتين - أرمينيا - أستراليا - أذربيجان - باهاماس - باربادوس - بيلاروسيا - بليز - بنين - بوليفيا - البوسنة والهرسك - بوتسوانا - البرازيل - بروناي - بوروندي - كمبوديا - الكاميرون - كندا - الرأس الأخضر - تشيلي - كولومبيا - جزر القمر - كوستاريكا - كوبا - جيبوتي - دومينيكا - جمهورية الدومينيكان - تيمور الشرقية - الإكوادور - السلفادور | - غينيا الاستوائية - إريتريا - إسواتيني - فيجي - الغابون - غامبيا - جورجيا - غانا - غرينادا - غواتيمالا - غينيا - غويانا - هايتي - هندوراس - آيسلندا - إندونيسيا - إسرائيل - ساحل العاج - جامايكا - اليابان - الأردن - كازاخستان - كينيا - كيريباتي - قرغيزستان - لاوس - ليسوتو - ليبيريا - ليختنشتاين - مدغشقر - مالاوي - ماليزيا - مالي - جزر مارشال - موريشيوس | - المكسيك - ميكرونيسيا - مولدوفا - موناكو - منغوليا - الجبل الأسود - موزمبيق - ميانمار - ناميبيا - ناورو - نيوزيلندا - جزر كوك - نييوي - نيكاراجوا - النيجر - مقدونيا الشمالية - النرويج - سلطنة عمان - بالاو - فلسطين - بنما - بابوا غينيا الجديدة - باراغواي - بيرو - الفلبين - روسيا - رواندا - سانت كيتس ونيفيس - سانت لوسيا - سانت فينسنت والغرينادين - ساموا - سان مارينو - السعودية - السنغال - صربيا | - سيشل - سيراليون - سنغافورة - جزر سليمان - جنوب إفريقيا - كوريا الجنوبية - سريلانكا - سورينام - سويسرا - تايوان - طاجيكستان - تنزانيا - تايلاند - توغو - تونغا - ترينيداد وتوباغو - توفالو - أوغندا - أوكرانيا - الإمارات العربية المتحدة - المملكة المتحدة - أنجويلا - جزر كايمان - مونتسرات - جزر توركس وكايكوس - الولايات المتحدة - أوروغواي - أوزبكستان - فانواتو - الفاتيكان - فنزويلا - فيتنام - زامبيا - زيمبابوي |

يتم إصدار التأشيرات الإلكترونية لعدة فئات، وفترات الصلاحية والرسوم، والتي تختلف أيضًا لبعض الجنسيات:
| نوع التأشيرة الإلكترونية | صلاحية    | إدخالات | الحد الأقصى للإقامة         | الرسوم (بالدولار الأمريكي) | فترة التقديم                 |
| ------------------------ | --------- | ------- | --------------------------- | -------------------------- | ---------------------------- |
| سائح                     | 30 يوما   | 2       | 30 يوماً، من أبريل إلى يونيو | 10                         | من 4 إلى 30 يومًا قبل الوصول  |
| سائح                     | 30 يوما   | 2       | 30 يومًا ، من يوليو إلى مارس | 25                         | من 4 إلى 30 يومًا قبل الوصول  |
| سائح                     | سنة واحدة | عديد    | 180 يومًا في السنة           | 40                         | من 4 إلى 120 يومًا قبل الوصول |
| سائح                     | 5 سنوات   | عديد    | 180 يومًا في السنة           | 80                         | من 4 إلى 120 يومًا قبل الوصول |
| عمل                      | سنة واحدة | عديد    | 180 يومًا لكل إقامة          | 80                         | من 4 إلى 120 يومًا قبل الوصول |
| طبي أو مرافق             | 60 يوما   | 3       | 60 يوما                     | 80                         | من 4 إلى 120 يومًا قبل الوصول |
| مؤتمر                    | 30 يوما   | 1       | 30 يوما                     | 80                         | من 4 إلى 120 يومًا قبل الوصول |

الزائرون غير مؤهلين للحصول على التأشيرات الإلكترونية إذا ولدوا أو أي من والديهم أو أجدادهم في باكستان أو أقاموا فيها بشكل دائم، وفي هذه الحالة لا يمكنهم التقدم للحصول على تأشيرة إلا في مركز دبلوماسي هندي.
لا يجوز استخدام التأشيرات الإلكترونية إلا للوصول إلى المطارات والموانئ التالية:
| المطارات                                                            | المطارات                                           | المطارات                                                | المطارات                                               | المطارات                                                                  | الموانئ البحرية                            |
| - أحمد آباد - أمريتسار - باجدوجرا - بنغالورو - بوبانسوار - شانديغار | - تشيناي - كويمباتور - دلهي - جايا - غوا - جواهاتي | - حيدر أباد - جايبور - كانور - كوشي - كولكاتا - كوزيكود | - لكناو - مادوراي - مانجالورو - مومباي - ناجبور - بيون | - ميناء بلير - ثيروفانانثابورام - تيروتشيرابالي - فاراناسي - فيساخاباتنام | - تشيناي - كوشين - غوا - مانجالور - مومباي |

الخروج ممكن عن طريق أي نقطة تفتيش مخول للهجرة.
| تاريخ استحقاق التأشيرة الإلكترونية |
| --- |
| - 27 نوفمبر 2014: أستراليا ، البرازيل ، كمبوديا ، جيبوتي ، فيجي ، فنلندا ، ألمانيا ، إندونيسيا ، إسرائيل ، اليابان ، الأردن ، كينيا ، كيريباتي ، لاوس ، لوكسمبورغ ، جزر مارشال ، موريشيوس ، المكسيك ، ميكرونيزيا ، ميانمار ، ناورو ، نيوزيلندا ( بما في ذلك جزر كوك ونيوي) ، النرويج ، عمان ، بالاو ، فلسطين ، بابوا غينيا الجديدة ، الفلبين ، روسيا ، ساموا ، سنغافورة ، جزر سليمان ، كوريا الجنوبية ، تايلاند ، تونغا ، توفالو ، أوكرانيا ، الإمارات العربية المتحدة ، الولايات المتحدة ، فانواتو ، فيتنام - يناير 2015: غيانا - 14 أبريل 2015: سريلانكا - 1 مايو 2015: أنتيغوا وبربودا ، جزر البهاما ، بربادوس ، بليز ، كندا ، تشيلي ، كوستاريكا ، دومينيكا ، جمهورية الدومينيكان ، إكوادور ، السلفادور ، إستونيا ، فرنسا ، جورجيا ، غرينادا ، هايتي ، هندوراس ، لاتفيا ، ليختنشتاين ، ليتوانيا ، الجبل الأسود ونيكاراغوا ومقدونيا الشمالية وباراغواي وسانت كيتس ونيفيس ومدينة الفاتيكان وأقاليم ما وراء البحار البريطانية مواطنو أنغيلا وجزر كايمان ومونتسيرات - 30 يوليو 2015: الصين (بما في ذلك هونغ كونغ وماكاو) - 15 أغسطس 2015: أندورا ، الأرجنتين ، أرمينيا ، بلجيكا ، بوليفيا ، كولومبيا ، كوبا ، تيمور الشرقية ، غواتيمالا ، المجر ، أيرلندا ، جامايكا ، ماليزيا ، مالطا ، موناكو ، منغوليا ، موزمبيق ، هولندا (بما في ذلك أروبا) ، بنما ، بيرو ، بولندا مواطنو جزر تركس وكايكوس والبرتغال وسانت لوسيا وسانت فنسنت وجزر غرينادين وسيشيل وسلوفينيا وإسبانيا وسورينام والسويد وتايوان وتنزانيا والمملكة المتحدة وأوروغواي وفنزويلا وأقاليم ما وراء البحار البريطانية - 26 فبراير 2016: ألبانيا ، النمسا ، البوسنة والهرسك ، بوتسوانا ، بروناي ، بلغاريا ، الرأس الأخضر ، جزر القمر ، كرواتيا ، جمهورية التشيك ، الدنمارك ، إريتريا ، الغابون ، غامبيا ، غانا ، اليونان ، غينيا ، أيسلندا ، ساحل العاج ، ليسوتو ، ليبيريا. ، مدغشقر ، ملاوي ، مولدوفا ، ناميبيا ، رومانيا ، سان مارينو ، السنغال ، صربيا ، سلوفاكيا ، جنوب أفريقيا ، سوازيلاند ، سويسرا ، طاجيكستان ، ترينيداد وتوباغو ، زامبيا ، زمبابوي - 1 أبريل 2017: أنغولا ، أذربيجان ، بوروندي ، الكاميرون ، قبرص ، إيطاليا ، مالي ، النيجر ، رواندا ، سيراليون ، أوزبكستان - يوليو 2017: أوغندا - شباط (فبراير) - حزيران (يونيو) 2018: إيران - فبراير 2018: كازاخستان - 26 أبريل 2018: قيرغيزستان - 23 أغسطس 2018: قطر - 17 يونيو 2019: المملكة العربية السعودية - أكتوبر 2019: بيلاروسيا ، بنين - فبراير 2020: غينيا الاستوائية - أغسطس 2020: توغو - أبريل 2021: تمت إزالة كندا والصين (بما في ذلك هونغ كونغ وماكاو) وإندونيسيا وإيران وكازاخستان وقيرغيزستان وماليزيا وقطر والمملكة العربية السعودية وسريلانكا وطاجيكستان والمملكة المتحدة (باستثناء مواطني أقاليم ما وراء البحار البريطانية) وأوزبكستان - أغسطس 2021: أفغانستان - كانون الأول (ديسمبر) 2022: استؤنفت إندونيسيا ، كازاخستان ، قيرغيزستان ، ماليزيا ، سريلانكا ، طاجيكستان ، المملكة المتحدة ، أوزبكستان - 20 كانون الأول (ديسمبر) 2022: كندا المستأنفة - 9 مارس 2023: استؤنفت المملكة العربية السعودية. |

## تسلسل تاريخي

### 2013
في أكتوبر 2013، قررت الهند الشروع في عملية تمديد الوصول إلى التأشيرة عند الوصول إلى 40 دولة أخرى. في يناير 2014، تم تأكيد الخطط من قبل وزير الدولة للشؤون البرلمانية والتخطيط في الهند. سيتم أيضاً تقليل ستة عشر نوعًا مختلفاً من التأشيرات إلى ثلاثة: العمل، والأعمال التجارية، والسياحة. قوبل الاقتراح في البداية بمقاومة من وكالات الاستخبارات وظهرت مشكلة الطوابير المحتملة.

### 2014
في فبراير 2014، أُعلن أن وكالات الاستخبارات الهندية قد أعطت موافقتها على التأشيرة عند الوصول لما يصل إلى 180 دولة، ويرجع ذلك إلى حد كبير إلى الإمكانيات الجديدة التي يوفرها نظام الهجرة والتأشيرات وتسجيل الأجانب وتتبعهم (IVFRT). لن يكون النظام تأشيرة نموذجية عند الوصول لتجنب الازدحام في المطارات، ولكنه نظام يعتمد على طلب مسبق عبر الإنترنت على غرار نظام هيئة السفر الإلكترونية الأسترالية.
في 5 فبراير 2014، تقرر تقديم التأشيرة عند الوصول للسياح من 180 دولة. كان من المتوقع أن يستغرق التنفيذ الفني -مثل إنشاء موقع الإنترنت لتقديم تلك الطلبات- حوالي 6 أشهر، وأملت السلطات في أن يكون جاهزاً للموسم السياحي الذي يبدأ في أكتوبر 2014. سيتعين على الزوار المحتملين دفع رسوم ويجب منح النسخة الإلكترونية من التأشيرة في غضون ثلاثة أيام. كان من المتوقع أن ينطبق البرنامج على جميع المطارات الدولية. ومع ذلك ، تم استبعاد مواطني أفغانستان وإيران والعراق ونيجيريا وباكستان والصومال والسودان من هذا البرنامج.
في يوليو 2014، أُعلن أن الهند تأمل في تنفيذ البرنامج لمواطني 40 دولة في المرحلة الأولى بحلول ديسمبر 2014 وبعد ذلك لـ 109 دول إضافية إذا تم تنفيذ المرحلة الأولى بنجاح.
في أغسطس 2014، تم الكشف عن أن وزارات السياحة والداخلية والشؤون الخارجية لم تتمكن من الاتفاق على قائمة البلدان لـ ETA. اقترحت وزارة السياحة السماح بالنظام الجديد لمواطني الدول الـ15 التي لديها أكبر عدد من الزائرين للهند، واقترحت وزارة الشئون الخارجية إنشاء قائمة متوازنة مع بعض الدول الآسيوية والأفريقية، بينما اقترحت وزارة الداخلية ذلك. استبعاد جميع البلدان التي لديها مخاوف أمنية مشددة.
في سبتمبر 2014، أعلن رئيس الوزراء الهندي ناريندرا مودي أن الولايات المتحدة ستُضاف إلى قائمة البلدان التي قد يحصل مواطنوها على تأشيرة عند الوصول. ومع ذلك، في أكتوبر 2014 ، تم تأجيل التقديم المخطط لنظام التأشيرة الإلكترونية الجديد من 2 أكتوبر 2014 إلى يونيو 2015. كما تم الكشف عن أنه من غير المرجح أن يتم توسيع قائمة التأشيرات عند الوصول في عام 2014.
في نوفمبر 2014، أُعلن أن نظام التأشيرات الإلكترونية قد يتم طرحه لحوالي 25 دولة بما في ذلك 13 دولة كانت مؤهلة بالفعل للحصول على تأشيرة عند الوصول. في وقت لاحق من ذلك الشهر، أُعلن أن 28 دولة ستصبح مؤهلة للحصول على تأشيرة إلكترونية في 27 نوفمبر 2014 وأن القائمة ستشمل تأشيرة عند الوصول إلى البلدان المؤهلة بالإضافة إلى البرازيل وألمانيا وإسرائيل والأردن وموريشيوس والنرويج وفلسطين وروسيا وتايلاند وأوكرانيا والإمارات العربية المتحدة والولايات المتحدة.
في نوفمبر 2014، أعلن رئيس الوزراء الهندي تأشيرة عند الوصول لمواطني جميع دول المحيط الهادئ وأستراليا.

### 2015
توقفت المعالجة اليدوية للتأشيرة عند الوصول في يناير 2015. حتى 26 يناير 2015، مُنح مواطنو البلدان التالية الذين يحملون جوازات سفر عادية تأشيرة عند الوصول دون الحصول على ETA (ما لم يكونوا من أصل باكستاني)، لإقامة واحدة تصل إلى 30 يومًا في الهند عند السفر كسائح أو لزيارة الأسرة أو الأصدقاء:
| - كمبوديا - فنلندا - إندونيسيا | - اليابان - لاوس - لوكسمبورغ | - ميانمار - نيوزيلندا - الفلبين | - سنغافورة - كوريا الجنوبية - فيتنام |

في فبراير 2015، اقترحت وزارة السياحة التمديد لمواطني الصين والمملكة المتحدة وإسبانيا وفرنسا وإيطاليا وماليزيا. بعد ذلك، أعلن وزير المالية عن تمديد التسهيل على مراحل ليشمل مواطني 150 دولة. في مارس 2015، تم الإعلان عن إدراج 53 دولة في القائمة المختصرة للجولة الثانية من توسيع النظام بناءً على عدد السياح الوافدين في السنوات السابقة.
بعد انتقاد الحكومة لتسمية السياسة الجديدة "تأشيرة عند الوصول" قررت إعادة تسميتها إلى "التأشيرة السياحية الإلكترونية (eTV)" في أبريل 2015.
تم تمديد تسهيل تأشيرة السياحة الإلكترونية إلى 31 دولة جديدة في 1 مايو 2015.
في مايو 2015، أعلنت وزارة الخارجية الهندية أن المواطنين الصينيين سيكونون قادرين على التقدم بطلب للحصول على تأشيرة سياحة إلكترونية من أجل تنسيق زيارة رئيس الوزراء ناريندرا مودي للصين بين 14 و16 مايو. مع تأجيل الخلافات حول الحدود الصينية الهندية والأمن القومي.
في 29 يوليو 2015، أعلنت وزارة الداخلية الهندية عن تمديد مرفق تأشيرة السياحة الإلكترونية إلى الصين وهونغ كونغ وماكاو اعتباراً من 30 يوليو 2015.
تم تمديد قائمة الجنسيات المؤهلة إلى 36 دولة جديدة في 15 أغسطس 2015. في نفس اليوم تم توسيع قائمة مطارات eTV بـ 7 مطارات جديدة. كان من المقرر الانتهاء من التمديد ليشمل 150 جنسية بحلول 31 مارس 2016.
في سبتمبر 2015 تم الإعلان عن توسيع القائمة إلى 37 دولة أخرى.

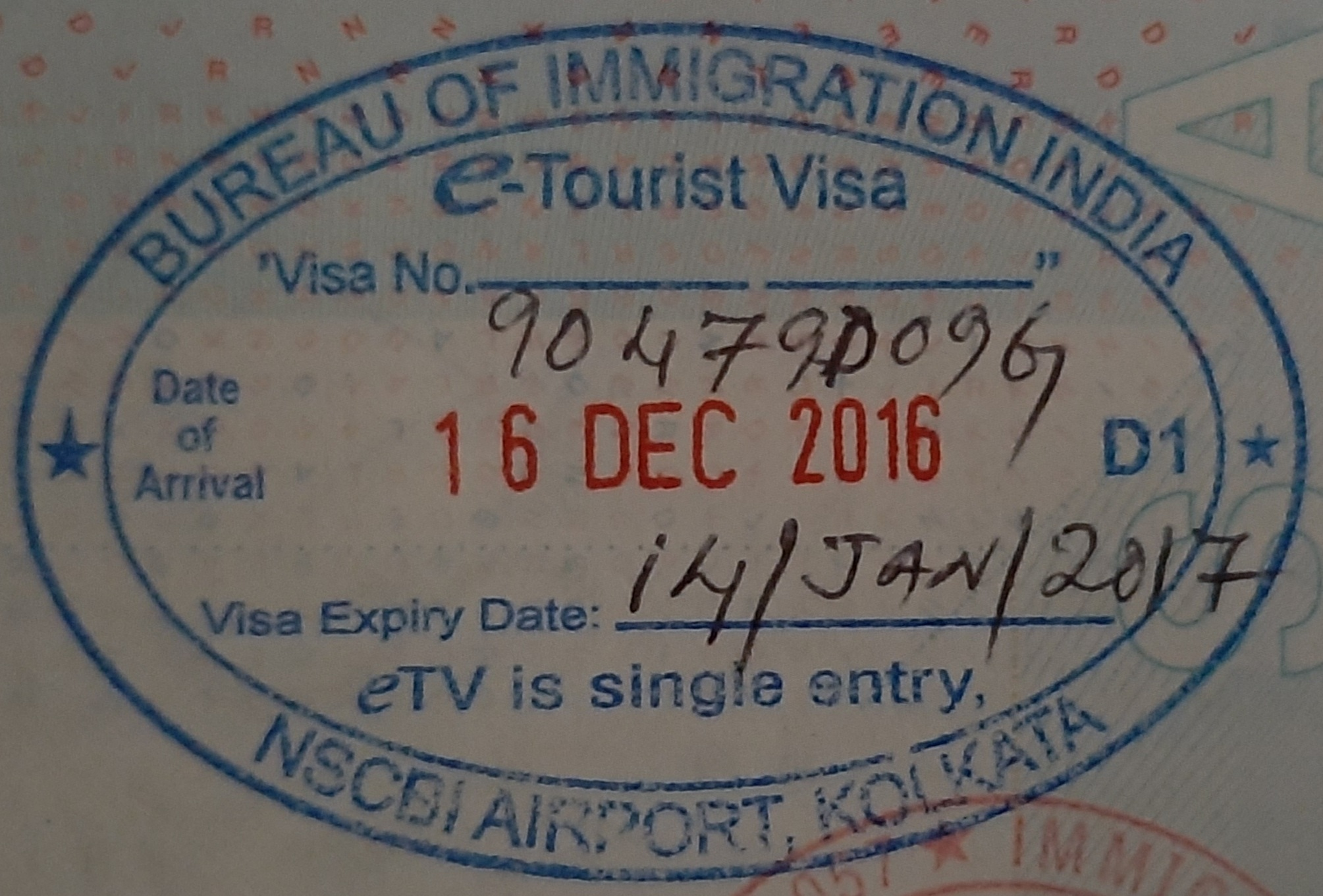
ختم دخول لحامل تأشيرة سياحة إلكترونية هندية

### 2016
في يناير 2016، أُعلن أن التمديد سيتم بحلول مارس 2016. في نوفمبر 2015 تم الإعلان عن تمديد صلاحية التأشيرة إلى 180 يوماً.
في يناير 2016، أُعلن أن الإدخالات المتعددة ستصبح متاحة وأن حاملي التأشيرات السياحية الإلكترونية سيحصلون على حزمة هدايا عند الوصول.
تم تمديد قائمة eTV للسائحين من 37 دولة أخرى في 26 فبراير 2016.
في سبتمبر 2016، تم الإعلان عن إصلاح نظام التأشيرة الإلكترونية ليشمل 27 رمز تأشيرة -أنواع مختلفة للتأشيرة- للدلالة على أغراض الزيارة المختلفة مثل السياحة أو العمل أو الزيارات الطبية. كما تم الإعلان عن توسيع قائمة التأشيرات عند الوصول للدول المؤهلة.
في 30 نوفمبر 2016، وافقت حكومة الهند على مزيد من التحرير والتبسيط لنظام التأشيرات في الهند. كما أعلنت أنه سيتم إضافة المزيد من الدول إلى قائمة التأشيرات الإلكترونية. ستكون التأشيرة الإلكترونية صالحة لمدة 60 يوماً ويمكن التقدم بطلب للحصول عليها من قبل الرعايا الأجانب حتى أربعة أشهر قبل الزيارة. ستستقبل خمسة موانئ بحرية -مومباي وكوتشي وتشيناي وجوا ومانغالور- السياح القادمين بتأشيرة إلكترونية.

### 2017
اعتبارًا من 1 أبريل 2017، تُمنح التأشيرات الإلكترونية ضمن ثلاث فئات هي: السياحية والتجارية والطبية. تمت زيادة فترة التقديم بموجب نظام التأشيرة الإلكترونية من 30 يوماً إلى 120 يوماً، وتمت زيادة مدة الإقامة على التأشيرة الإلكترونية من 30 يوماً إلى 60 يوماً، مع الدخول المزدوج لتأشيرة السياحة الإلكترونية والأعمال الإلكترونية، وثلاث مرات الدخول على تأشيرة طبية إلكترونية. كما تم توسيع قائمة الجنسيات المؤهلة أيضاً لتشمل 11 دولة جديدة، وتمت زيادة قائمة موانئ الوصول من 16 إلى 24 مطاراً و3 موانئ بحرية.
في يوليو 2017، تمت إضافة أوغندا إلى قائمة البلدان المؤهلة للحصول على التأشيرة الإلكترونية.

### 2018
خلال عام 2018، تمت إضافة إيران وكازاخستان وقيرغيزستان وقطر إلى قائمة البلدان المؤهلة للحصول على التأشيرة الإلكترونية.

### 2019
في يناير 2019 ، قامت الحكومة الهندية بتحديث قواعد التأشيرة الإلكترونية لجميع البلدان المؤهلة. تمت زيادة صلاحية تأشيرة السياحة الإلكترونية والأعمال الإلكترونية الهندية من 60 يومًا مع دخول مزدوج إلى ما يصل إلى عام واحد مع إدخالات متعددة. يبدأ عدد الصلاحية من يوم منح التأشيرة الإلكترونية عبر الإنترنت وليس من يوم الدخول الفعلي كما كان من قبل.
بالنسبة لتأشيرة السياحة الإلكترونية، يجب ألا تتجاوز الإقامة المستمرة خلال كل زيارة 90 يوماً لجميع المواطنين المؤهلين للحصول على تأشيرة سياحة إلكترونية باستثناء مواطني الولايات المتحدة والمملكة المتحدة واليابان وكندا. بالنسبة لمواطني الولايات المتحدة والمملكة المتحدة واليابان وكندا، يجب ألا تتجاوز الإقامة المستمرة خلال كل زيارة 180 يوماً. لا يلزم تسجيل FRRO (التسجيل الإقليمي للأجانب).
بالنسبة لتأشيرة الأعمال الإلكترونية، يجب ألا تتجاوز الإقامة المستمرة خلال كل زيارة 180 يوماً لمواطني جميع البلدان المؤهلين للحصول على تأشيرة الأعمال الإلكترونية ولا يلزم تسجيل FRRO (التسجيل الإقليمي للأجانب) إذا كانت الإقامة لمدة أقل من 180 يوماً.
خلال عام 2019، تمت إضافة المملكة العربية السعودية وبيلاروسيا وبنين إلى قائمة البلدان المؤهلة للحصول على التأشيرة الإلكترونية.
في أغسطس 2019، أعلنت الحكومة الهندية عن تأشيرة لمدة 30 يوماً خلال موسم الذروة مقابل 25 دولاراً.

### 2020
خلال عام 2020، تمت إضافة غينيا الاستوائية وتوغو إلى قائمة البلدان المؤهلة للحصول على التأشيرة الإلكترونية.

### 2021
خلال عام 2021، تمت إزالة كندا والمملكة المتحدة و13 دولة ومنطقة آسيوية من مرفق التأشيرة الإلكترونية،  وأضيفت أفغانستان.

### 2022
في عام 2022، أعلنت الحكومة الهندية عن خطط لتقديم تأشيرة أيوش للقادمين إلى الهند من أجل الطب التقليدي.
في ديسمبر 2022، تم استئناف خدمة التأشيرة الإلكترونية لمواطني كندا والمملكة المتحدة وسبع دول آسيوية، وقد تمت إزالتها في عام 2021.

### 2023
في مارس 2023، تم استئناف خدمة التأشيرة الإلكترونية لمواطني المملكة العربية السعودية، والتي تمت إزالتها في عام 2021.

## تكاليف طلبات التأشيرة
يمكن تقديم طلبات التأشيرة شخصياً أو إرسالها بالبريد إلى القنصلية الهندية. ويمكن أيضاً تقديمها إلى مزود خدمة التأشيرة المعين في بعض البلدان. تختلف التكاليف لكل قنصلية ومنطقة. تفرض بعض خدمات التعامل مع التأشيرات رسوماً رمزية بالإضافة إلى ذلك، للتحقق من استيفاء نموذج الطلب المكتمل لجميع المتطلبات وتقديم المستندات نيابة عن مقدم الطلب.

## تصاريح المناطق المحظورة والمحمية
مطلوب تصريح منطقة محمية (PAP) لدخول ولايتي أروناتشال براديش وسيكيم وبعض أجزاء ولايات هيماشال براديش وجامو وكشمير وراجستان وأوتاراخاند. مطلوب تصريح منطقة مقيدة (RAP) لدخول جزر أندامان ونيكوبار وأجزاء من سيكيم. يتم أحياناً رفع بعض هذه المتطلبات لمدة عام في كل مرة. لا يلزم الحصول على تصاريح لمواطني بوتان الذين يسافرون جواً من / إلى تيمفو عبر باجدوجرا، ولرعايا نيبال الذين يسافرون جواً من / إلى كاتماندو (إذا كانوا يسافرون براً، فإن تصريح المرور صادر عن مكتب التسجيل الإقليمي للأجانب أو المشرف على الشرطة أو مطلوب التمثيل الدبلوماسي للهند في بوتان أو نيبال). هناك حاجة إلى تصاريح خاصة لدخول جزر لاكشادويب. يُسمح لمواطني جزر المالديف بزيارة جزيرة مينيكوي لمدة خمسة عشر يوماً إذا سمح لهم المفوض السامي للهند بزيارة جزر المالديف.

## حاملي جوازات السفر الباكستانية والأشخاص من أصل باكستاني
الأشخاص الذين يحملون الجنسية الباكستانية، أو الذين لديهم والد أو زوج يحمل الجنسية الباكستانية غير مؤهلين للحصول على التأشيرات الإلكترونية، وبالتالي يجب عليهم التقدم إلى بعثتهم الهندية المحلية للحصول على تأشيرات. المتقدمون الذين حصلوا على الجنسية الباكستانية يحتاجون إلى فترات معالجة طويلة، بينما الأزواج الأجانب وأولئك من أصل باكستاني الذين لم يحملوا الجنسية الباكستانية عادةً ما يواجهون أوقات معالجة أقصر. كما تمنع الهند المتقدمين الباكستانيين ذوي الجنسية المزدوجة من التقديم على جوازات سفرهم غير الباكستانية.

### تأشيرة عند الوصول للأشخاص الذين تزيد أعمارهم عن 65 عاماً
اعتباراً من 31 مارس 2013، يُمنح المواطنون الباكستانيون الذين تزيد أعمارهم عن 65 عاماً بهدف وحيد -مقابلة الأصدقاء أو العائلة- تأشيرة لمدة 45 يوماً عند الوصول إلى نقطة تفتيش أتاري واجاه ، طالما أن مقدم الطلب يقدم شهادة رعاية من جهات الاتصال الخاصة بهم في الهند يشهدون أنهم سيكونون مسؤولين عن زيارة صديق أو قريب باكستاني، والتي يجب أن تكون أيضًا موقعة من قبل DM ، SP ، SDM ، Tehsildar ، BDO ، SHO ، المجموعات A موظف من الدولة والحكومة المركزية، أو المدير / مدير كلية حكومية أو مدرسة حكومية يشهد أنه يعرف الشخص الراعي شخصياً. لا ينطبق هذا المخطط على أولئك الذين يرغبون في زيارة البنجاب وكيرالا والمناطق المحظورة، ولا ينطبق على أولئك الذين حُرموا من تأشيرة هندية من قبل.

## جوازات السفر الدبلوماسية أو الرسمية

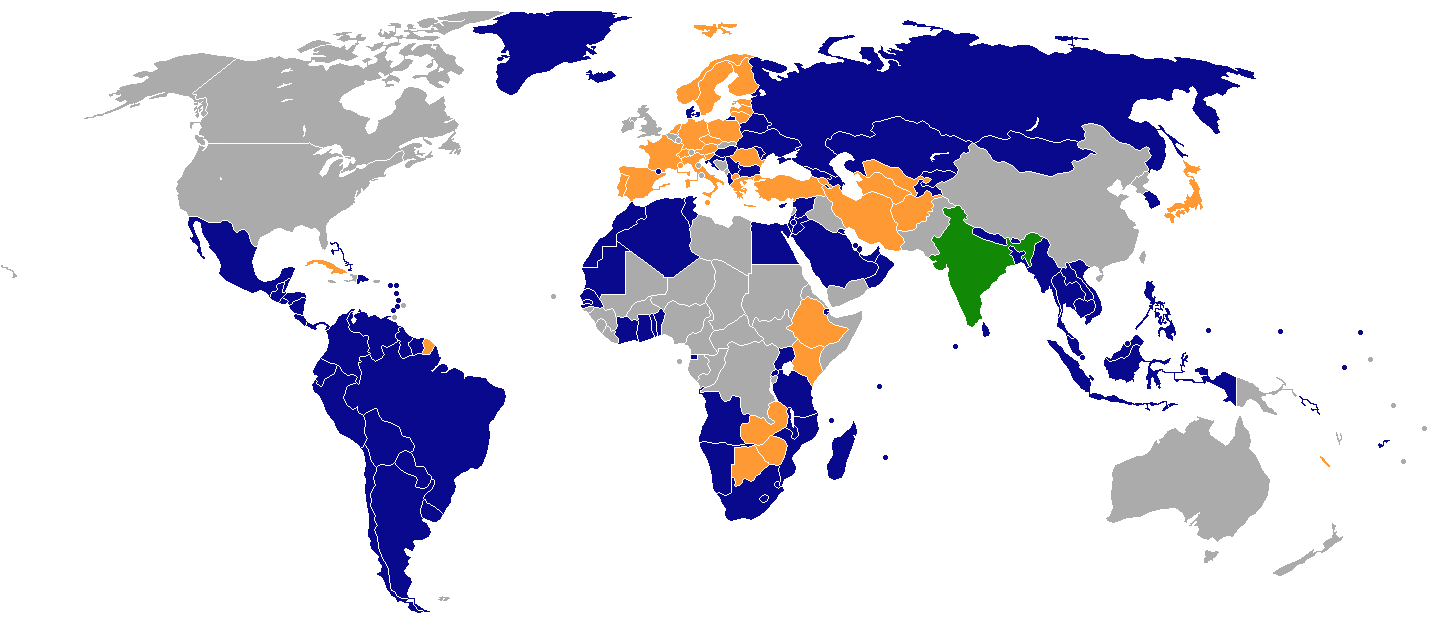
سياسة التأشيرات لحاملي جوازات السفر الدبلوماسية أو الرسمية:
الهند
بدون تأشيرة لحاملي جوازات السفر الدبلوماسية والرسمية
تأشيرة مجانية لجوازات السفر الدبلوماسية
تأشيرة مطلوبة لحاملي جوازات السفر الدبلوماسية أو الرسمية

لا يحتاج حاملو جوازات السفر الدبلوماسية أو جوازات السفر من الدول التالية إلى تأشيرة دخول للهند: ألبانيا وأنتيغوا وبربودا والأرجنتين وأذربيجان وجزر الباهاما والبحرين وبنغلاديش وبربادوس وبيلاروسيا وبليز وبنين وبوليفيا والبرازيل وبروناي وبلغاريا ، كمبوديا ، تشيلي ، كولومبيا ، جزر القمر ، كوستاريكا ، كرواتيا ، قبرص ، الدنمارك ، الإكوادور ، مصر ، السلفادور ، غينيا الاستوائية ، إيسواتيني ، جورجيا ، غانا ، غرينادا ، غواتيمالا ، غيانا ، هندوراس ، المجر ، أيسلندا ، إندونيسيا ، إسرائيل ، ساحل العاج ، الأردن ، كازاخستان ، الكويت ، قيرغيزستان ، لاوس ، ليسوتو ، ماليزيا ، جزر المالديف ، جزر مارشال ، موريشيوس ، المكسيك ، منغوليا ، المغرب ، موزمبيق ، ميانمار ، ناميبيا ، نيكاراغوا ، عمان ، فلسطين ، بنما ، باراغواي ، بيرو ، الفلبين ، قطر ، روسيا ، رواندا ، سانت كيتس ونيفيس ، سانت فنسنت وجزر غرينادين ، صربيا ، سنغافورة ، جنوب إفريقيا ، كوريا الجنوبية ، سريلانكا ، سورينام ، سوريا ، طاجيكستان ، تنزانيا ، تايلاند ، تونس ، أوغندا ، الإمارات العربية المتحدة ، أوروغواي ، فنزويلا وفيتنام وجوازات السفر الدبلوماسية فقط للدول التالية - أفغانستان ، أرمينيا ، بوتسوانا ، كوبا ، جمهورية التشيك ، إستونيا ، فنلندا ، فرنسا ، ألمانيا ، اليونان ، إيران ، إيطاليا ، اليابان ، كينيا ، لاتفيا ، ليتوانيا ، مالطا ، مقدونيا الشمالية ، النرويج ، بولندا ، البرتغال ، رومانيا ، سلوفينيا ، إسبانيا ، السويد ، سويسرا ، تركيا ، تركمانستان ، أوكرانيا ، أوزبكستان ، زامبيا ، زيمبابوي.
وقعت الهند اتفاقيات الإعفاء من التأشيرة لحاملي جوازات السفر الدبلوماسية والخاصة والرسمية مع البلدان التالية، والتي لم تدخل حيز التنفيذ بعد:
- ملاوي - 5 نوفمبر 2018 [83]
- الجزائر - فبراير 2019 [84]
- جمهورية الدومينيكان - أغسطس 2019
- إثيوبيا - فبراير 2021

## أنواع التأشيرات
| م | نوع التأشيرة        | الفترة الممنوحة لها                                              | دخول فردي (س)، متعدد (م)، مزدوج (د) | المستندات المطلوبة مع التطبيق | قابلة للتمديد في الهند                                                    |
| - | ------------------- | ---------------------------------------------------------------- | ----------------------------------- | --- | ------------------------------------------------------------------------- |
| 1 | سائح                | 5 سنوات                                                          | م                                   | - | لا                                                                        |
| 2 | عبور                | 15 يوم                                                           | س / د                               | تذكرة ذهاب وعودة | لا                                                                        |
| 3 | عمل                 | 5 سنوات                                                          | م                                   | مستندات لإثبات حسن النية (خطاب الشركة، إلخ. ) | نعم                                                                       |
| 4 | توظيف               | 1 سنة / مدة العقد                                                | م                                   | إثبات العمل (وثيقة التعيين)، الشروط والأحكام | نعم                                                                       |
| 5 | طالب                | فترة الدورة / 5 سنوات                                            | م                                   | إثبات القبول في المؤسسة الهندية | نعم                                                                       |
| 6 | الأجانب من أصل هندي | 5 سنوات                                                          | م                                   | إثبات كونه من أصل هندي | نعم                                                                       |
| 7 | المتدرب             | مدة التدريب أو سنة واحدة أيهما أقل                               | س / د / م                           | رسالة من الشركة الهندية / المؤسسة التعليمية / المنظمة غير الحكومية المعنية برعاية المواطن الأجنبي لبرنامج التدريب تشير بوضوح إلى فترة التدريب. | غير قابل للتمديد. (التسجيل مطلوب في غضون 14 يوماً من الوصول مع FRO المعني) |
| 8 | فيلم                | مدة تصوير الفيلم حسب الجدول الزمني المقدم أو سنة واحدة أيهما أقل | س / د / م                           | - نسخة من سيناريو التصوير التفصيلي في حالة الفيلم الروائي والمفهوم التفصيلي في حالة العرض التلفزيوني / المسلسل. - تفاصيل زيارة طاقم الفيلم وموقع تصوير الفيلم. - خطاب نوايا بخصوص تصوير الفيلم في الهند مع ذكر جدول الإنتاج وتفاصيل الممثلين والطاقم القادمين إلى الهند لغرض التصوير والموقع المختار وقائمة معدات الفيلم والتفاصيل الأخرى ذات الصلة. | نعم                                                                       |

- إذا كانت التأشيرة لأكثر من 180 يوماً، يكون التسجيل إلزامياً في غضون 14 يوماً من الوصول إلى الهند.

شرط أوراق الهوية لإثبات هويتهم على أنهم نيباليين أو هنديين للأشخاص الذين يدخلون الهند أو نيبال من أي من البلدين عن طريق الجو
صدرت تعليمات مفادها أن المواطنين النيباليين والهنود، أثناء سفرهم جواً، بين البلدين يجب أن يكون بحوزتهم أي من الوثائق التالية لإثبات جنسيتهم:
- جواز سفر وطني ساري المفعول
- بطاقة هوية سارية تحمل صورة صادرة عن حكومة الهند / حكومة الولاية أو إدارة UT / لجنة الانتخابات في الهند
- شهادة طوارئ صادرة عن سفارة الهند في كاتماندو للهنود ومن سفارة نيبال في دلهي فيما يتعلق بالمواطنين النيباليين

## إحصائيات الزوار
كان معظم الزوار الذين وصلوا إلى الهند من دول الجنسية التالية:
في عام 2017 ، تم إصدار معظم التأشيرات الإلكترونية لدول الجنسية التالية:
| جنسية                    | تم إصدار التأشيرات الإلكترونية في عام 2017 | النسبة |
| ------------------------ | ------------------------------------------ | ------ |
| المملكة المتحدة          | 305954                                     | 18٪    |
| الولايات المتحدة         | 202508                                     | 11.9٪  |
| فرنسا                    | 93.964                                     | 5.5٪   |
| الصين                    | 91509                                      | 5.4٪   |
| روسيا                    | 88604                                      | 5.2٪   |
| ألمانيا                  | 76295                                      | 4.5٪   |
| أستراليا                 | 72،647                                     | 4.3٪   |
| كندا                     | 64289                                      | 3.8٪   |
| كوريا الجنوبية           | 47805                                      | 2.8٪   |
| إسبانيا                  | 40896                                      | 2.4٪   |
| سنغافورة                 | 34690                                      | 2.0٪   |
| الإمارات العربية المتحدة | 34134                                      | 2.0٪   |
| سلطنة عمان               | 32702                                      | 1.9٪   |
| تايلاند                  | 32179                                      | 1.9٪   |
| جنوب إفريقيا             | 30،201                                     | 1.8٪   |
| آخرون                    | 448.798                                    | 26.4٪  |
| المجموع                  | 1،697،175                                  | 100.0٪ |

## ملحوظات
1. ↑  ينطبق فقط على مواطني دولة الإمارات العربية المتحدة الذين سبق لهم الحصول على تأشيرة إلكترونية أو تأشيرة عادية للهند.
2. ↑  بالإضافة إلى رسوم التأشيرة الإلكترونية، هناك رسوم قدرها 2.5% إذا تم الدفع عن طريق بطاقة الائتمان أو بطاقة الخصم، أو 3.5% إذا تم الدفع عن طريق باي بال.
3. ↑  Free of charge for nationals of Argentina, Cook Islands, Fiji, Indonesia, Jamaica, Kiribati, Marshall Islands, Mauritius, Micronesia, Myanmar, Nauru, Niue, Palau, Papua New Guinea, Samoa, Seychelles, Solomon Islands, South Africa, Tonga, Tuvalu, Uruguay and Vanuatu.
4. ↑  Free of charge for nationals of Angola, Benin, Burundi, Cambodia, Comoros, Djibouti, East Timor, Eritrea, Gambia, Guinea, Haiti, Laos, Lesotho, Liberia, Madagascar, Malawi, Mali, Mozambique, Niger, Rwanda, Senegal, Sierra Leone, Tanzania, Togo, Uganda and Zambia.
5. ↑  US$25 for nationals of Japan, Singapore and Sri Lanka.
6. ↑  US$100 for nationals of Russia, Ukraine, United Kingdom and United States.
7. ↑  US$100 for nationals of Benin, Mozambique, Russia, Ukraine, United Kingdom and United States.